# All You Need Is Love: The Story of Popular Music
All You Need Is Love: The Story of Popular Music es el nombre de una serie documental de televisión de 17 partes sobre la historia de la música pop moderna dirigida por Tony Palmer, transmitida originalmente en todo el mundo entre 1976 y 1980. La serie cubre algunas de las muchas géneros que han caído bajo la etiqueta "pop" entre mediados del siglo XIX y 1976, incluidos folk, ragtime, Tin Pan Alley, vodevil y music hall, teatro musical, country, swing, jazz, blues, R&B,  rock 'n' roll y otros.
All You Need Is Love nació de la reacción a su episodio en el programa Omnibus de 1968 sobre música popular llamado All My Loving, que presentaba la música de la década de 1960 sin referencia a las formas musicales que la precedieron. Alrededor de 1973, Palmer concibió un documental de 16 partes sobre la música popular estadounidense que, después de muchas compras, convenció a Bernard Delfont de EMI para que lo financiara. Procedió a filmar más de 300 entrevistas en aproximadamente un millón de pies de película y se le dio acceso a imágenes de archivo de la misma duración. En lugar de escribir un guion, contó con la ayuda de una docena de expertos en la materia que escribieron ensayos de 2000 palabras que se convirtieron en la narración de cada parte.
John Lennon fue amigo y mentor de Palmer durante la producción de la serie, y su título está tomado de la canción de los Beatles de 1967 escrita por Lennon, "All You Need Is Love". Aunque el punk rock había entrado en la escena de la música pop mientras se construía la serie, a Palmer se le negó la financiación y el tiempo para incluir el género en All You Need Is Love.

## Episodios
El documental de quince horas de duración presenta entrevistas y actuaciones (tanto material original como archivado) que involucran a actos tan notables como Bing Crosby, Bo Diddley, Jerry Lee Lewis, Elvis Presley, The Beatles, Bob Dylan, The Byrds, Leonard Cohen, Ike & Tina Turner y muchos otros.
La serie presenta una rara entrevista con el notoriamente solitario productor de discos de la década de 1960, Phil Spector. Durante su segmento, Spector, visiblemente intoxicado, interpreta una versión improvisada de "Then I Kissed Her" en solitario y en acústico en su mansión, una canción que originalmente escribió y produjo para The Crystals en 1963. Palmer revelaría más tarde que lo habían persuadido. en jugar a la ruleta rusa con Spector durante el transcurso de la noche.
La serie presenta la única entrevista que ha dado la madre del manager de los Beatles, Brian Epstein. John Hammond, el ejecutivo discográfico que jugó un papel decisivo en el avance de las carreras de Billie Holiday, Count Basie, Bob Dylan, Aretha Franklin y muchos otros, ofrece una gira por Harlem. Otras figuras musicales presentadas incluyen a Rudi Blesh, Liberace, Eubie Blake y Charles Aznavour.
Un libro complementario escrito por Palmer fue publicado en 1976 por Grossman Publishers/Viking Press. El libro señala que la serie fue producida conjuntamente por Theatre Projects Film Productions, EMI Television Productions y PolyGram.
En 2008 se lanzó un DVD de cinco discos de la serie.